# Kirchplatz 3 (Kleinsteinach)

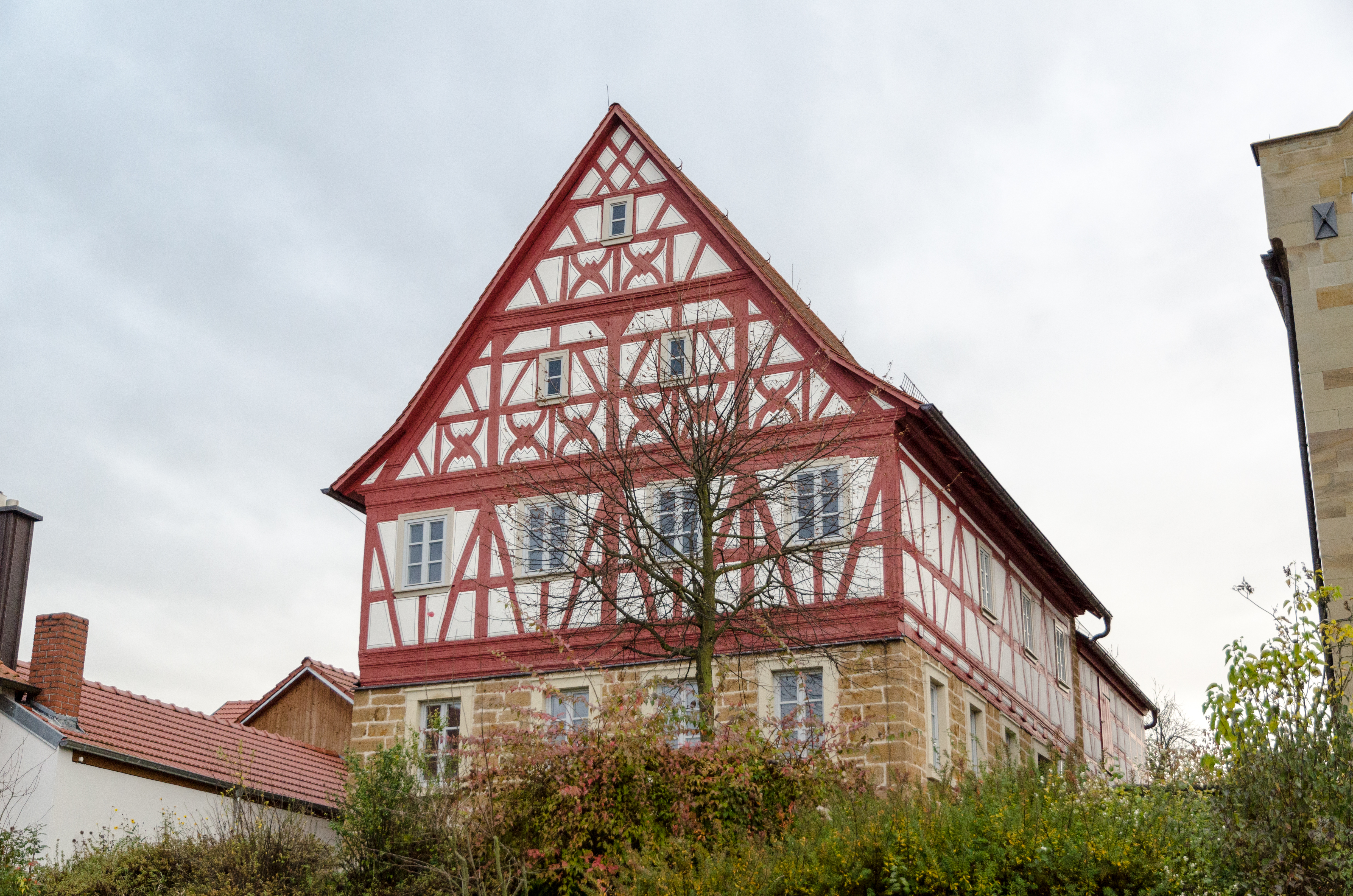
Fachwerkhaus Kirchplatz 3 in Kleinsteinach

Das Fachwerkhaus Kirchplatz 3 in Kleinsteinach, einem Gemeindeteil von Riedbach im unterfränkischen Landkreis Haßberge in Bayern, wurde Ende des 17. Jahrhunderts errichtet. 
Der zweigeschossige, giebelständige Satteldachbau mit Fachwerkobergeschoss und Scheunenanbau besteht im Erdgeschoss aus Sandstein-Quadermauerwerk. Das Fachwerkhaus neben der katholischen Filialkirche St. Bartholomäus diente seit Anfang des 19. Jahrhunderts als Schulgebäude und Lehrerwohnung.  
Nach umfangreichen Renovierungsarbeiten wurde Ende September 2015 das Museum Jüdische Lebenswege – Museum Kleinsteinach im Gebäude eröffnet, das die Geschichte der Juden im Ort dokumentiert.